# Ana Maria Moldovan
Ana Maria Moldovan este o actriță de teatru, film și televiziune.
A studiat actoria la Universitatea Națională de Artă Teatrală și Cinematografică „Ion Luca Caragiale” din București, clasa prof. Mircea Albulescu și Cătălin Naum, urmând apoi un an cursuri postuniversitare pentru realizatori de programe TV și Film la aceeași Universitate. În 2009-2010 urmează cursuri de fotografie la Universitatea Populară „Ioan Dalles” din București. Din 2001 este angajată la Teatrul Odeon din București unde joacă o varietate largă de roluri în regia lui Alexandru Dabija, Radu Afrim, Dragoș Galgoțiu etc. Colaborează și cu alte teatre precum Teatrul Bulandra pentru spectacolul Oblomov în regia lui Alexandru Tocilescu. Apare în seriale de televiziune la TVR 1, Prima TV și Acasă TV. Joacă în diverse filme de lung și scurt metraj, colaborând cu regizori cunoscuți precum Anca Damian, Ilinca Călugareanu, Octav Chelaru, Gabriel Achim.

## Filmografie
- Martorii episodul 6, serial TV, regia Dan Pița (2000) - Mara[2]
- Rendez-vous avec la mort regia Christian Francois, Atlantisfilm, (1999) - Marie
- Entre chiens et loups regia Alexandre Arcady (2002) - Stănescu’s secretary
- În Familie regia Adrian Sitaru, Iura Luncasu, Radu Jude, Anatol Reghintovski (2002-2003) - Iulia
- Numai iubirea regia Iura Luncașu (2004-2005) - Delia[2]
- Păcatele Evei regia Adrian Batista (2005-2006) - Melania
- Daria, Iubirea mea regia Alex Fotea, Sebastian Voinea (2006-2007) - Olivia Muscalu
- Întâlniri încrucișate regia Anca Damian (Librafilm, 2008) - Adina Mircea
- Dulciuri nocturne regia Ilinca Neagu, scurt metraj (UNATC, 2008) - Lara

- Ploaie în deșert regia Ilinca Neagu, scurt metraj, (UNATC, 2009) - Vânzătoarea Copuzu

- Visul lui Adalbert (2011)

- Bună, ce faci? (2011) - Cornelia
- Boxed in (Short) (2013) - Alina
- Chuck Norris vs Communism  (2015) - Irina Nistor
- The Miracle of Tekir (2015) - Alina
- Dimineața care nu se va sfârși (The very last morning) (2016)